# Фарадеев кафез
Фарадеев кафез или още Фарадеева клетка, Кафез на Фарадей, Клетка на Фарадей е затворена заземена метална клетка, която блокира външни статични и нестатични електрически полета. Наречен е на английския учен Майкъл Фарадей, който открива свойствата на този вид устройство през 1836 г.
Външно статично електрическо поле предизвиква преразпределение на електрическите заряди в рамката на проводимия материал на клетката, така че да компенсира ефекта на полето във вътрешността на клетката и практически да го анулира. Това се използва, например, за защита на електронно оборудване от мълнии и електростатични заряди.
Фарадеевият кафез може да защити само от електрични полета, магнитните все още могат да проникнат. Но ако клетката блокира променливо електрическо поле, магнитно поле няма да се генерира.